# Gauliga Ostpreußen
Gauliga Ostpreußen (Gauliga Prusy Wschodnie) – najwyższa liga piłkarska niemieckiej prowincji Prusy Wschodnie i Wolnego Miasta Gdańsk. Wchodziła w skład Gauligi i istniała w latach 1933–1944.

## Historia
Zgodnie z hitlerowską polityką centralizacji rozgrywki piłkarskie podlegały centralnemu urzędowi jakim był Urząd ds. Piłki Nożnej (Fachamt Fuβball; pełna nazwa brzmiała: Fachamt 2 – Fußball, Rugby, Kricket) będący częścią Niemieckiego Związku Rzeszy ds. Ćwiczeń Fizycznych (Reichsbund für Leibesübungen). Efektem tej centralizacji było utworzenie w 1933 roku Gauligi – scentralizowanego systemu rozgrywek piłkarskich o mistrzostwo Niemiec, które składały się z dwóch rund:
- rundy regionalnej – rozgrywanej w Okręgach Rzeszy (Gau)
- rundy centralnej – gdzie zwycięzcy okręgów rywalizowali między sobą.

Gauliga Ostpreußen zrzeszała zespoły z Prus Wschodnich i Wolnego Miasta Gdańsk, będącego pod kontrolą Ligi Narodów. Zastąpiła Bezirksligi (najwyższe klasy rozgrywkowe w Cesarstwie Niemiec i Republice Weimarskiej) należące do Baltischer Sport-Verband, czyli Bałtyckiego Związku Sportowego, który organizował mistrzostwa w prowincjach Prus Wschodnich (Ostpreußen), Prus Zachodnich (Westpreußen), a od roku 1913 także Pomorza (Pommern), które jednak w roku 1933 stało się odrębnym okręgiem z własną ligą (Gauliga Pommern).
W skład Gauligi Ostpreußen początkowo weszło 14 drużyn, podzielonych na dwie grupy. Rozgrywały one w sezonie 12 spotkań w systemie każdym z każdym (jeden mecz u siebie, jeden na wyjeździe). Zwycięzcy obu grup rozgrywali pomiędzy sobą mecz finałowy dwumecz, wyłaniający mistrza ligi, który kwalifikował się on do Mistrzostw Niemiec. Z kolei ostatni zespół z każdej grupy, spadł z ligi. Taki system obowiązywał do sezonu 1934/1935.
Od sezonu 1935/1936 Gauliga Ostpreußen była podzielona na cztery grupy według okręgów: Allenstein, Danzig, Gumbinnen oraz Königsberg. W skład każdej wchodziło 7 klubów. Dwa najlepsze z każdej grupy kwalifikowały się do rundy finałowej, w której brało udział 8 zespołów, podzielonych na dwie grupy. Podobnie jak w poprzednich sezonach, zwycięzcy obu grup rozgrywali pomiędzy mecz o mistrzostwo ligi.
W 1938 roku doszło do reorganizacji rozgrywek, polegającej na połączeniu wszystkich czterech grup Gauligi w jedną dywizję i zmniejszeniu liczby drużyn uczestniczących w rozgrywkach z 28 do 10. W 1939 roku z powodu coraz bardziej restrykcyjnej polityki nazistów, klub polskiej mniejszości, Gedania Gdańsk, musiał zrezygnować z występów w lidze i został rozwiązany.
W sezonie 1939/1940 do gry w lidze przystąpiło 8 drużyn. W styczniu 1940 rozgrywki zostały jednak anulowane, a cztery drużyny: VfB Königsberg, Preußen Danzig, BuEV Danzig oraz SV Prussia-Samland Königsberg rozegrały turniej o mistrzostwo ligi. Po zakończeniu sezonu, zespoły regionu gdańskiego: Preußen Danzig, SV Neufahrwasser oraz SG Elbing opuściły Gauligę Ostpreußen i przystąpiły do gry w nowo utworzonej Gaulidze Danzig-Westpreußen.
Od sezonu 1940/1941 w Gaulidze Ostpreußen występowało 7 drużyn. Rozgrywki w tym systemie funkcjonowały do sezonu 1943/1944, który okazał się ich ostatnim. W 1944 roku z powodu przemarszu Armii Czerwonej przez tereny Prus Wschodnich, liga nie wystartowała. W styczniu 1945 miała miejsce Operacja wschodniopruska, która całkowicie pochłonęła ten rejon działaniami wojennymi. Z kolei w maju 1945 teren Prus Wschodnich został podzielony pomiędzy Polskę i ZSRR i przestał być terenem Rzeszy.

## Mistrzowie i wicemistrzowie ligi
| Sezon     | Mistrz                     | Wicemistrz                    |
| --------- | -------------------------- | ----------------------------- |
| 1933/1934 | Preußen Danzig             | SV Hindenburg Allenstein      |
| 1934/1935 | MSV Yorck Boyen Insterburg | SV Prussia-Samland Königsberg |
| 1935/1936 | SV Hindenburg Allenstein   | SV Prussia-Samland Königsberg |
| 1936/1937 | SV Hindenburg Allenstein   | MSV Yorck Boyen Insterburg    |
| 1937/1938 | MSV Yorck Boyen Insterburg | BuEV Danzig                   |
| 1938/1939 | SV Hindenburg Allenstein   | SpVgg Masovia Lyck            |
| 1939/1940 | VfB Königsberg             | Preußen Danzig                |
| 1940/1941 | VfB Königsberg             | SV Preußen Mielau             |
| 1941/1942 | VfB Königsberg             | SV Preußen Mielau             |
| 1942/1943 | VfB Königsberg             | SV Prussia-Samland Königsberg |
| 1943/1944 | VfB Königsberg             | SV Insterburg                 |

## Miejsca w klasyfikacji ligowej
| Klub                               | 1934 | 1935 | 1936 | 1937 | 1938 | 1939 | 1940 | 1941 | 1942 | 1943 | 1944 |
| ---------------------------------- | ---- | ---- | ---- | ---- | ---- | ---- | ---- | ---- | ---- | ---- | ---- |
| Preußen Danzig                     | 1    | 5    | 1    | 1    | 5    |      | 2    |      |      |      |      |
| VfB Königsberg                     | 2    | 6    | 2    | 2    | 2    | 6    | 1    | 1    | 1    | 1    | 1    |
| SV Prussia-Samland Königsberg      | 3    | 1    | 1    | 3    | 1    | 8    | 4    | 4    | 3    | 2    | 6    |
| SV Rasensport-Preußen Königsberg   | 4    | 7    | 3    | 1    | 3    | 10   |      | 8    |      |      |      |
| BuEV Danzig                        | 5    | 4    | 2    | 3    | 1    | 3    | 3    |      |      |      |      |
| Gedania Gdańsk                     | 6    | 3    | 3    | 2    | 2    | 5    |      |      |      |      |      |
| SV Viktoria Elbing                 | 7    |      | 4    | 4    | 4    |      |      |      |      |      |      |
| SV Hindenburg Allenstein           | 1    | 2    | 1    | 1    | 2    | 1    |      |      |      |      |      |
| MSV Yorck Boyen Insterburg         | 2    | 1    | 1    | 1    | 1    | 9    |      |      |      |      |      |
| SpVgg Masovia Lyck                 | 3    | 3    | 2    | 2    | 1    | 2    |      |      |      |      |      |
| SV Viktoria Allenstein             | 4    | 7    | 3    | 5    | 4    |      |      |      |      |      |      |
| SC Tilsit                          | 5    | 6    | 4    | 5    | 6    |      |      |      |      |      |      |
| Preußen Gumbinnen                  | 6    |      | 3    | 4    | 4    |      |      |      |      |      |      |
| Rastenburger SV 08                 | 7    | 4    | 5    | 3    | 6    |      |      |      |      |      |      |
| Polizei Danzig                     |      | 2    | 6    | 6    | 3    | 4    |      |      |      |      |      |
| SV Insterburg                      |      | 5    | 7    |      | 3    |      |      | 6    | 7    | 7    | 2    |
| SV Allenstein                      |      |      | 4    | 6    | 5    |      |      |      |      |      | 3    |
| VfB Osterode                       |      |      | 6    | 4    | 3    |      |      |      | 7    |      |      |
| RSV Ortelsburg                     |      |      | 7    | 7    | 7    |      |      |      |      |      |      |
| SV Neufahrwasser                   |      |      | 5    | 5    | 7    |      |      |      |      |      |      |
| SC Lauenthal                       |      |      | 6    |      |      |      |      |      |      |      |      |
| SpVgg ASCO Königsberg              |      |      | 4    | 5    | 7    |      |      |      |      |      |      |
| RSV Heiligenbeil                   |      |      | 5    | 7    |      |      |      |      |      |      |      |
| Königsberger STV                   |      |      | 6    | 6    | 5    |      |      |      |      | 4    | 7    |
| RSV Braunsberg                     |      |      | 7    |      |      |      |      |      |      |      |      |
| Polizei Tilsit                     |      |      | 2    | 3    | 2    | 7    |      |      |      |      |      |
| VfB Tilsit                         |      |      | 5    | 6    | 5    |      |      |      |      |      |      |
| Preußen Insterburg                 |      |      | 6    | 7    |      |      |      |      |      |      |      |
| Hansa Elbing                       |      |      |      | 7    | 6    |      |      |      |      |      |      |
| Concordia Königsberg               |      |      |      | 4    | 4    |      |      |      |      |      |      |
| SV Goldap                          |      |      |      | 2    | 7    |      |      |      |      |      |      |
| VfB Labiau                         |      |      |      |      | 6    |      |      |      |      |      |      |
| Preußen Mielau                     |      |      |      |      |      |      |      | 2    | 2    | 8    |      |
| Luftwaffen-SV Richthofen Neukuhren |      |      |      |      |      |      |      | 3    |      | 5    |      |
| Reichsbahn Königsberg              |      |      |      |      |      |      |      | 5    | 5    | 3    | 5    |
| Freya Memel                        |      |      |      |      |      |      |      | 7    |      |      |      |
| Luftwaffen-SV Heiligenbeil         |      |      |      |      |      |      |      |      | 4    |      |      |
| MTV Ponarth                        |      |      |      |      |      |      |      |      |      | 6    | 4    |